# Metaphycus hodzhevanishvilii
Metaphycus hodzhevanishvilii är en stekelart som beskrevs av Yasnosh 1972. Metaphycus hodzhevanishvilii ingår i släktet Metaphycus och familjen sköldlussteklar. Inga underarter finns listade i Catalogue of Life.